# 都倉達殊
都倉 達殊（とくら たつよし、1959年〈昭和34年〉5月21日 - ）は、日本の政治家。兵庫県高砂市長（2期）。

## 来歴
兵庫県高砂市出身。高砂市立荒井小学校、高砂市立荒井中学校、兵庫県立農業高等学校造園科、南九州大学園芸学部造園科卒業。
電発環境緑化センターに入社。1990年（平成2年）4月、造園やビル清掃を手掛ける株式会社トクラに転職。2005年（平成17年）6月、同社の代表取締役に就任した。2019年（令和元年）12月、代表権のない会長に退いた。
2020年（令和2年）4月5日に行われた高砂市長選挙に立候補し、元市議の北野誠一郎を破り初当選した。4月13日、市長就任。
※当日有権者数：74,341人 最終投票率：40.00%（前回比：＋9.30pts）
| 候補者名   | 年齢 | 所属党派 | 新旧別 | 得票数   | 得票率 | 推薦・支持 |
| ---------- | ---- | -------- | ------ | -------- | ------ | ---------- |
| 都倉達殊   | 60   | 無所属   | 新     | 16,866票 | 57.55% |            |
| 北野誠一郎 | 58   | 無所属   | 新     | 12,439票 | 42.45% |            |

2024年（令和6年）4月7日に元市職員の石本玲子、元市議の赤井浩康を破り再選。※当日有権者数：72,167人　最終投票率：40.25%（前回比：+0.25pts）
開票結果は、当選 都倉達殊（64歳）無所属 現 13,267票（46.05%）、石本玲子（47歳）無所属 新 9,425票（32.72%）、赤井浩康（65歳）日本維新の会 新 6,116票（21.23%）だった。

## 市政
- 2023年（令和5年）4月1日、性的少数者（LGBTなど）のカップルを婚姻相当とし、加えて子や親をファミリーとして宣誓することを可能とする「高砂市パートナーシップ・ファミリーシップ制度」を導入した[5]。